# Улица Луначарского (Владимир)
Улица Луначарского — улица города Владимир. Проходит от улицы Горького до улицы Усти-на-Лабе, Октябрьский район. Протяжённость улицы около 1400 м.

## История

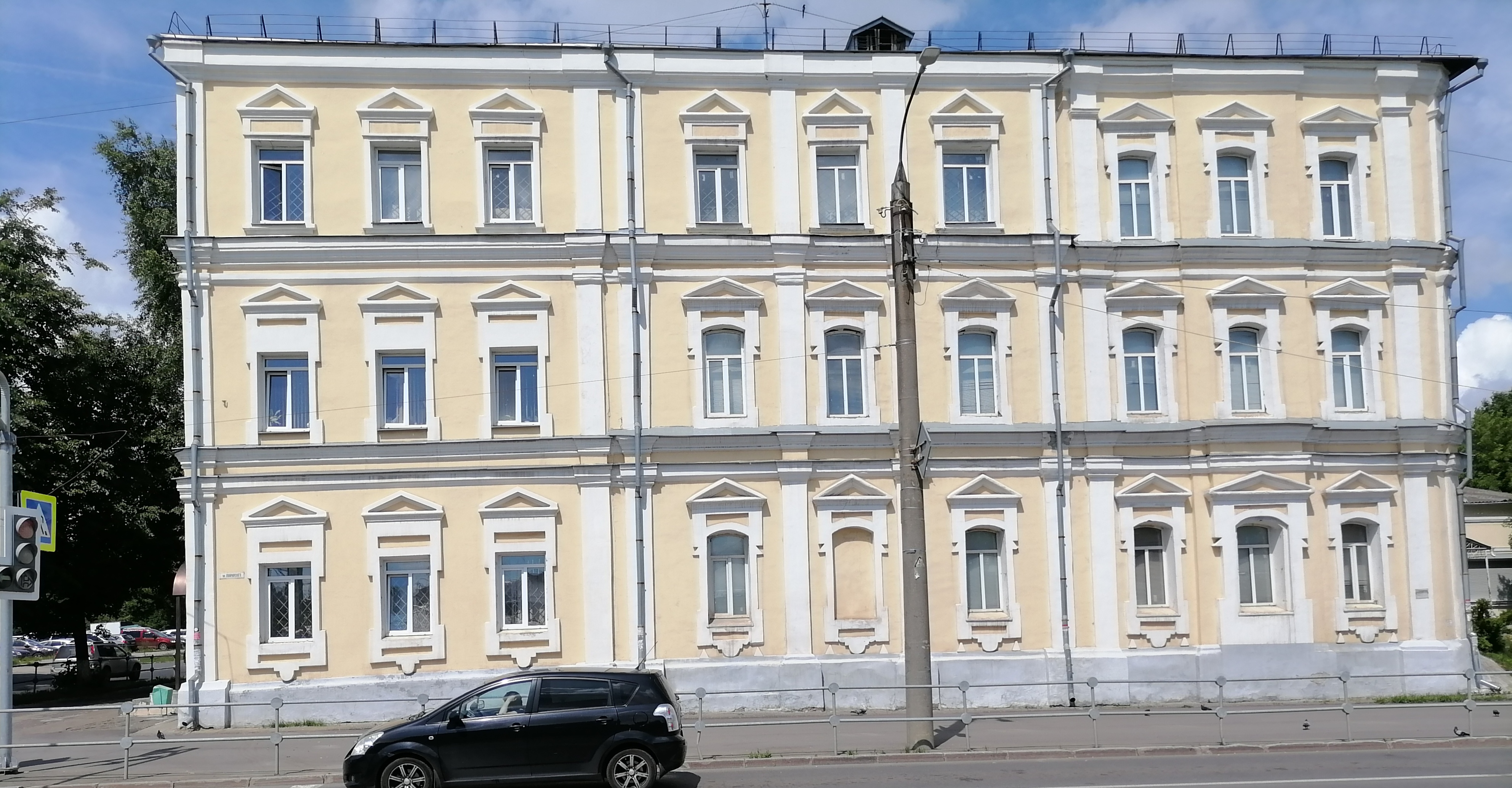
Бывшая Воскресенская церковь (перестроена под гражданское здание)

Историческое название — Воскресенская улица.
Появилась конце XVIII века при расширении города за реку Лыбедь, и первоначально проходила берегом этой реки (в 1960-е годы Лыбедь была взята в коллектор). Название получила по Воскресенской церкви, которая была в 1789 возведена на этой улице, ныне это церковное здание перестроено под областной архив (улица Батурина, д. 8а). Улица за удалённостью от центра города застраивалась медленно, на 1835 год на улице значится всего шесть домов, при них большие сады и огороды, здесь же располагались огороды купеческие и церковные, в 1899 году — 21 жилой дом, застройка — девять двухэтажных полукаменных домов, остальные были деревянными, казармы и лазарет 10-го гренадерского Малороссийского полка, мужское духовное и епархиальное женское духовное училище
26 октября 1790 года на улицу было переведено Владимирское духовное училище (современный адрес д. 13а). В 1906 году по проекту архитектора Петра Бегена для училища было построено новое здание. В 1917 году епархиальное училище было закрыта, позднее в этом здании был открыт рабфак по руководством А. Н. Барсукова (мемориальная доска).
Современное название дано по постановлению президиума Владимирского горсовета от 08.11.1923 г. в честь видного политического деятеля Советского государства, наркома просвещения Анатолия Васильевича Луначарского (1875—1933).
В 1957 году помещения бывшего епархиального училища на улице Луначарского занял Совнархоз.
В 1999 году у восточной стены здания бывшей Воскресенской церкви по проекту епархиального архитектора А. Трофимова и с участием горожан была возведена кирпичная часовня с белокаменным крестом как памятник бывшему здесь некрополю.
На улице Луначарского находятся некоторое важные организации города Владимира: Здание Городского УВД (д. 1), Офисный центр в здании Совнархоза (д. 3), Гимназия № 3 (д. 15).
18 сентября 1991 года на 14 сессии Владимирского городского Совета народных депутатов была утверждена Программа топонимической реставрации города Владимир, в том числе список улиц, чьи исторические названия подлежат восстановлению, улица Луначарского в их числе.

## Достопримечательности
д. 3 — бывшее Владимирское епархиальное женское училище
д. 13а — бывшее мужское духовное училище